# Tira da Dinamarca
Tira Amélia Carolina Carlota Ana da Dinamarca (em alemão:  Thyra Amelie Caroline Charlotte Anna; Copenhaga, 29 de setembro de 1853 - Gmunden, 26 de fevereiro de 1933) foi a filha mais nova do rei Cristiano IX da Dinamarca e a princesa Luísa de Hesse-Cassel.

## Família
A princesa Tira era a irmã mais nova do futuro rei Frederico VIII da Dinamarca, a rainha consorte britânica Alexandra da Dinamarca (esposa de Eduardo VII do Reino Unido), o rei eleito Jorge I da Grécia e a czarina consorte russa Dagmar da Dinamarca (esposa de Alexandre III da Rússia); e ainda a irmã maior do príncipe Valdemar da Dinamarca.
Entre os seus sobrinhos de sangue estavam alguns monarcas importantes da Europa, como: o rei Cristiano X da Dinamarca, o rei eleito Haakon VII da Noruega, o rei Jorge V do Reino Unido, o rei Constantino I da Grécia e o czar Nicolau II da Rússia.
Tira era uma moça atraente, com o cabelo loiro e olhos azuis escuros. Sua mãe, a rainha consorte dinamarquesa, Luísa de Hesse-Cassel queria que a sua filha mais nova fizesse um bom casamento. Tira teve como primeiro pretendente o rei Guilherme III da Holanda, mas como ele era trinta e seis anos mais velho do que ela, ela o rejeitou. Ele casou mais tarde com a princesa Ema de Waldeck e Pyrmont.
Em 1880, a sua sobrinha, a princesa Tira da Dinamarca (uma das filhas do rei Frederico VIII da Dinamarca), recebeu o nome em sua honra da tia.

## Filha ilegítima
No início de 1871, pouco antes do seu casamento, Tira havia se apaixonado por Vilhelm Frimann Marcher, um tenente da cavalaria, o que resultou em uma gravidez não planejada aos 18 anos de idade.
O seu irmão, o rei Jorge I da Grécia sugeriu que ela tivesse o bebê na cidade de Atenas na Grécia, para evitar o escândalo, depois da imprensa dinamarquesa ter dito que Tira tinha sido tomada pela icterícia. Ela deu à luz uma menina, Maria, em 8 de novembro de 1871. A criança foi adotada por Rasmus e Ana Maria Jørgensen, da cidade de Odense na Dinamarca, e supostamente recebeu o novo novo de "Kate" dos pais adotivos. Em 1902, a sua filha se casou com Frode Pløyen-Holstein.
Marcher matou-se em 4 de janeiro de 1872 depois de um confronto com o rei.

## Casamento

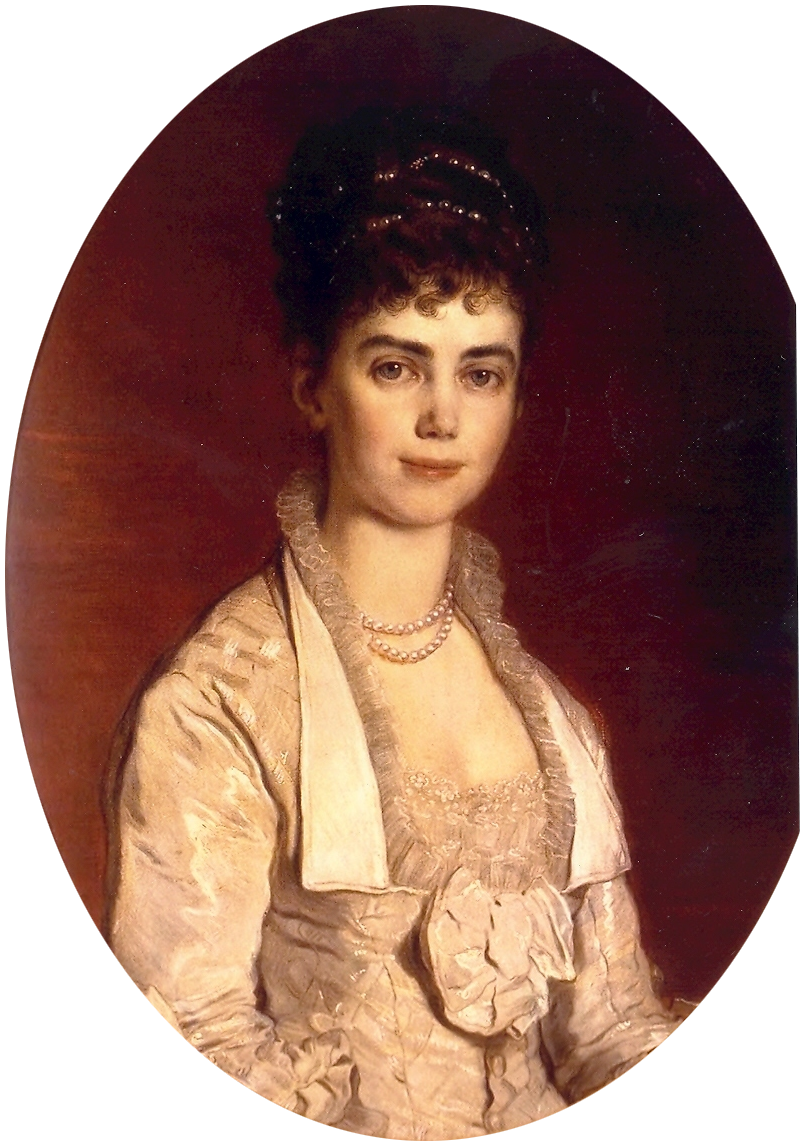
Tira da Dinamarca

Em 22 de dezembro de 1878, ela casou-se com o príncipe Ernesto Augusto, Príncipe Herdeiro de Hanôver. Ernesto Augusto era o filho mais velho e único filho de Jorge V de Hanôver e da sua esposa, a princesa Maria de Saxe-Altemburgo. 

## Títulos
- 29 de setembro de 1853 - 1858: Sua Alteza a Princesa Tira da Dinamarca
- 1858 - 22 de dezembro de 1878: Sua Alteza Real a Princesa Tira da Dinamarca
- 22 de dezembro de 1878 - 28 de março de 1919: Sua Alteza Real a Princesa Herdeira de Hanôver, Duquesa de Cumberland e Teviotdale
- 28 março de 1919 - 26 de fevereiro de 1933: Sua Alteza Real a Princesa Herdeira de Hanôver

## Descendência
| Nome                                    | Nascimento            | Morte                 | Observações                                                                                     |
| --------------------------------------- | --------------------- | --------------------- | ----------------------------------------------------------------------------------------------- |
| Maria Luísa de Hanôver                  | 11 de outubro de 1879 | 31 de janeiro de 1948 | casou com Maximiliano de Baden (10 de julho 1867-6 de novembro 1929)                            |
| Jorge Guilherme de Cumberland e Hanôver | 28 de outubro 1880    | 20 de maio 1912       |                                                                                                 |
| Alexandra de Hanôver e Cumberland       | 29 de setembro 1882   | 30 de agosto 1963     | casou com Frederico Francisco IV de Mecklemburgo-Schwerin (9 de abril 1882-17 de novembro 1945) |
| Olga de Hanôver e Cumberland            | 11 de julho 1884      | 21 de setembro 1958   | não se casou                                                                                    |
| Cristiano de Hanôver (1885–1901)        | 4 de julho 1885       | 3 de setembro 1901    |                                                                                                 |
| Ernesto Augusto, Duque de Brunsvique    | 17 de novembro 1887   | 30 de janeiro 1953    | casou com Vitória Luísa da Prússia (13 de setembro 1892-11 de dezembro 1980)                    |